# Günther Beck von Mannagetta und Lerchenau
Günther Beck von Mannagetta und Lerchenau, född 25 augusti 1856 i Pressburg (nuvarande Bratislava), död 23 juni 1931 i Prag, var en tysk botaniker. 
Han var intendent över den botaniska delen av Naturhistoriska museet i Wien, samt professor på Universitetet i Wien och Universitetet i Prag mellan 1899 och 1921. Han har utgiett ett flertal floristiska och växtgeografiska arbeten över Österrike, Bosnien och Hercegovina samt över de illyriska länderna, och har författat monografier över växtsläktena Orobanche och Nepenthes.
Auktorsnamnet Beck kan användas för Günther Beck von Mannagetta und Lerchenau i samband med ett vetenskapligt namn inom botaniken; se Wikipediaartiklar som länkar till auktorsnamnet.